# Abandonia
Abandonia(.com) is een website met abandonware-computerspellen uit het DOS-tijdperk.

## Beschrijving
Abandonia biedt informatie over elk spel alsook een beoordeling op een schaal van 1 tot 5. De meeste spellen zijn ook van de website te downloaden, tenzij het spel beschermd wordt door de Entertainment Software Association, nog verkocht wordt door hetzij de producent of via een andere distributeur (geen tweedehandsverkoop zoals eBay) of de auteursrechthebbende de site heeft verzocht het spel niet ter download aan te bieden.
Daarnaast zijn bij sommige spellen extra bestanden beschikbaar, zoals muziek van het spel (meestal als midi of mp3), bureaubladachtergronden en afbeeldingen gerelateerd aan het spel. Ook biedt de website enkele programma's aan (zoals een emulator of stuurprogramma) die vaak benodigd zijn om een DOS-spel te spelen op een moderne pc.

## Geschiedenis
De website werd opgericht in 1999 door Kosta Krauth uit Kroatië. Van 2006 tot 2010 was Abandonia eigendom van de Zweedse Studentis Group, in 2010 werd het overgenomen door de Zweedse Abovo Media Group. Reloaded (voorheen Abandonia Reloaded) is een zusterproject van Abandonia opgericht in 2005 dat zich toelegt op de ontwikkeling en distributie van freeware-games en wordt onderhouden door vrijwilligers.